# 本尼·湯普森
本尼·戈登·湯普森（英語：Bennie Gordon Thompson，1948年1月28日—）是一位美國政治人物，現任代表密西西比州第二國會選區，湯普森是民主黨籍，曾任众议院国土安全委员会主席，是該委員會的第一位民主黨和第一位非裔美國人。他是密西西比州國會代表團團長。

## 外部連結
- Congressman Bennie G. Thompson （页面存档备份，存于） official U.S. House website
- Bennie G. Thompson for Congress
- 中的“本尼·湯普森”

- 美國國會國家人物傳記大辭典中的傳記
- 由華盛頓郵報維護的投票記錄
- 智慧投票计划中的傳記、投票紀錄及利益集團評級
- 聯邦選舉委員會中的競選財務報告和數據
- C-SPAN內的頁面（英文）